# 北京唱片厂
北京唱片厂位于北京市西城区天宁寺前街2号，是生产唱片的专业企业。

## 历史
1968年2月，经中华人民共和国国务院总理周恩来批准，在北京市和成都市建设两个唱片厂，分别为北京唱片厂和成都唱片厂（成都唱片厂于1969年6月21日开工建设，1971年5月3日建成投产）。北京唱片厂由北京扑克牌厂改建而成，由中央广播事业局投资；该厂1968年当年改建并投产，生产薄膜唱片30多万张。
1968年9月21日《人民日报》刊文报道了该厂的改建过程：
为宣传毛泽东思想贡献力量 钢琴伴唱《红灯记》唱片在北京唱片厂成批生产
新华社二十日讯 钢琴伴唱《红灯记》的塑料薄膜密纹唱片，正在新诞生的北京唱片厂成批生产。
北京唱片厂，是在无产阶级文化大革命中由原北京扑克牌厂改建成的。这个厂的革命工人通过革命大批判，决定改变生产方向。他们经过调查访问，了解到文化大革命以来，广大工农兵群众对革命唱片的需要量数十倍地增加，而唱片工厂生产的数量则远远不能满足需要。于是，他们决定改为生产宣传毛泽东思想的唱片。当时，有些人信心不足，认为本厂职工中有三分之二是过去的家庭妇女，技术水平低，生产唱片有困难。工人们学习了伟大领袖毛主席的教导：“社会的财富是工人、农民和劳动知识分子自己创造的。只要这些人掌握了自己的命运，又有一条马克思列宁主义的路线，不是回避问题，而是用积极的态度去解决问题，任何人间的困难总是可以解决的。”工人们决心迎着困难前进。
在改建和试制过程中，上海中国唱片厂给了他们热情的援助。中国唱片厂的工人在没有图纸的条件下，发扬“自力更生”的精神，为他们制成一台质量优良的薄膜压片机，还派出四个经验丰富的老工人，帮助他们因地制宜地搞成了改建规划。北京唱片厂也主动派出工人到上海学习，解决了技术力量不足的困难。结果，比原计划提前三个多月压制成了第一张革命唱片。

目前，这个厂的工人正在边生产边改建，力争早日完成全面改建任务。他们表示，一定要努力生产革命唱片，为宣传伟大的毛泽东思想贡献力量。